# پارک ملی کنتال
پارک ملی کنتال، با ۷هزار هکتار در استان آذربایجان شرقی به عنوان بخشی از پناهگاه حیات وحش کیامکی شناخته می‌شود.
در اوایل بهار رویش لاله‌های رنگارنگ در دامنه‌های کنتال و قلعه علی‌بیگ به صورت مزرعه‌های لاله منطقه کیامکی دامن خود را برای پذیرایی مسافران می‌گستراند.